# トロ (ブルーベリー)
トロ（Toro）とは、ブルーベリーの品種の一つ。北部ハイブッシュ系に分類される。1987年、同じ北部ハイブッシュ系の品種であるデュークと共に発表された。アーリーブルーとアイバンホーを交配親とする。

## 概要
締りが強く、果肉の固まった果実品質が高く評価されている。果房は葡萄のように房成りに形成され、密集していくつもの実をつける。葉は成熟すると丸みを持ち、かなり肥大する上、樹勢が強く、葉の表面に凸凹が発生し易い。花冠も強く丸みを帯び、これらはトロの顕著な特徴とされている。
花は蕾の時は濃厚なピンク色で、生育が移行するに従い薄くなってゆき、やがて白くなる。
栽培には寒冷地が適地である。トロが開発されたニュージャージー州と同等の緯度と、それに近い気候が望ましい。日本においても栽培は行われているが、多彩な栽培技術を駆使しても、味の良いトロを生み出すのは難しい。また、土壌への適応性と耐暑性への脆弱さが指摘されている。